# Camp de concentration d'Esterwegen
Pour la municipalité voisine, voir Esterwegen.
Le camp de concentration d'Esterwegen est le plus connu des 15 camps de concentration du Pays de l'Ems.

## Histoire

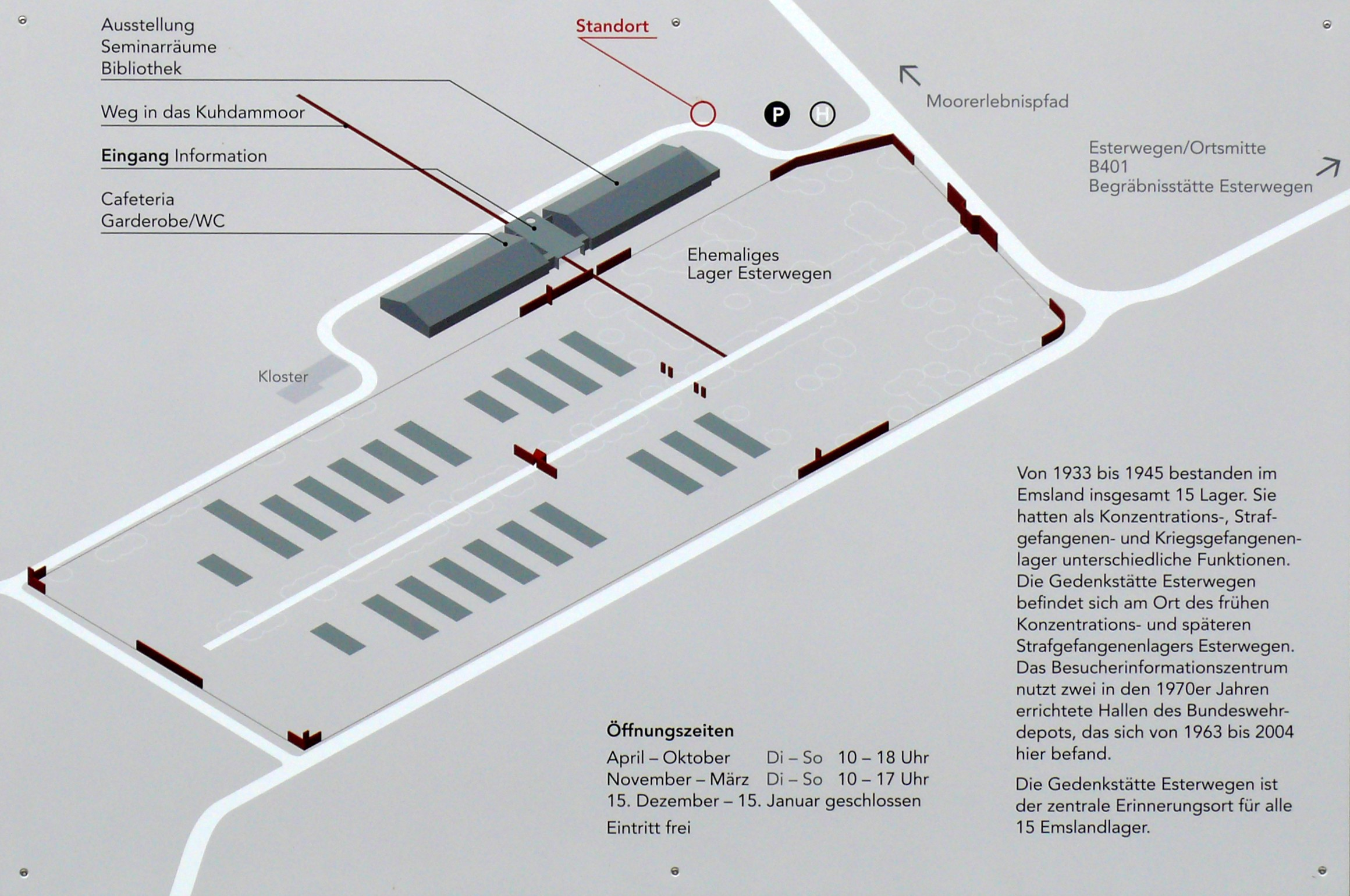
Plan du camp.

Depuis 1923, plusieurs prisons existaient dans l'Emsland. En 1933, Börgermoor et Esterwegen furent choisis pour accueillir les opposants politiques.
Bien qu'il fût considéré comme un Strafgefangenenlager, c'est-à-dire un camp de punition pour prisonniers, les conditions de vie y étaient comparables à celles des autres camps de concentration : tortures, exécutions, travaux forcés. Carl J. Burckhart a visité au nom du Comité international de la Croix-Rouge ce camp en 1934 et a rendu publiques ses impressions dans son ouvrage intitulé, Ma Mission à Dantzig, Paris, Fayard, 1961, pp.62 et suivantes.
En 1941, lorsque de nombreux prisonniers et opposants politiques non-allemands furent envoyés dans le camp, il devint administrativement dépendant du camp de concentration de Neuengamme.
Le camp ne possédait pas de crématoire, les victimes étaient enterrées dans un cimetière dans les bois.
Dans les années 1970, le camp fut occupé par la Bundeswehr, armée d'Allemagne fédérale.

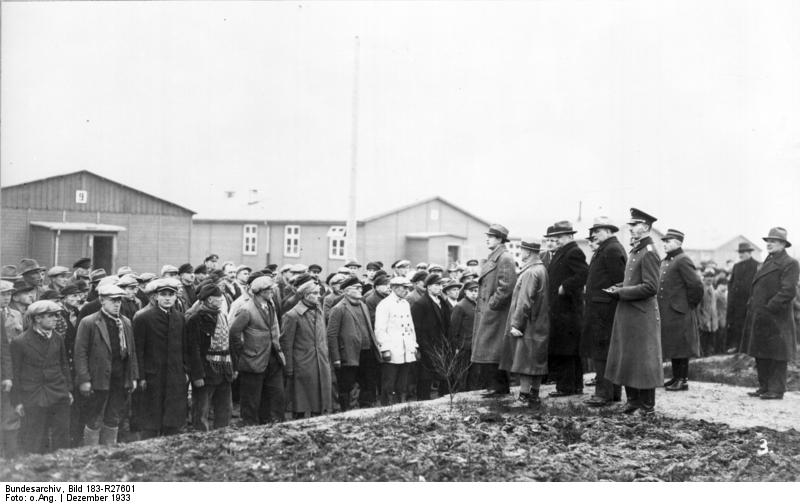

## Prisonniers célèbres
- Carl von Ossietzky fut l'un des plus fameux prisonniers de Esterwegen. En tant que pacifiste et opposant au régime nazi, il reçut le prix Nobel en 1935, alors qu'il était incarcéré dans le camp depuis de nombreux mois. Après avoir reçu le prix Nobel, Carl von Ossietzky fut transféré dans un hôpital civil où il mourut en 1938.
- Julius Leber, homme politique allemand.
- Georg Diederichs, ancien Ministre-Président de Basse-Saxe.
- Aimé Dandoy, fondateur du Mouvement national belge.
- Fritz Husemann, homme politique social-démocrate allemand.
- Alfred Steux, résistant belge membre du R.N.J.
- Édouard Froidure, fondateur des Petits Riens en 1937, arrive au camp d'Esterwegen, le 28 août 1943.
- August Dickmann, opposant allemand au régime national-socialiste, Témoin de Jéhovah et objecteur de conscience.
- Horn (dessinateur), résistant, membre de l'armée secrète.
- Père Jozef Raskin (1892-1943), missionnaire catholique et résistant belge.

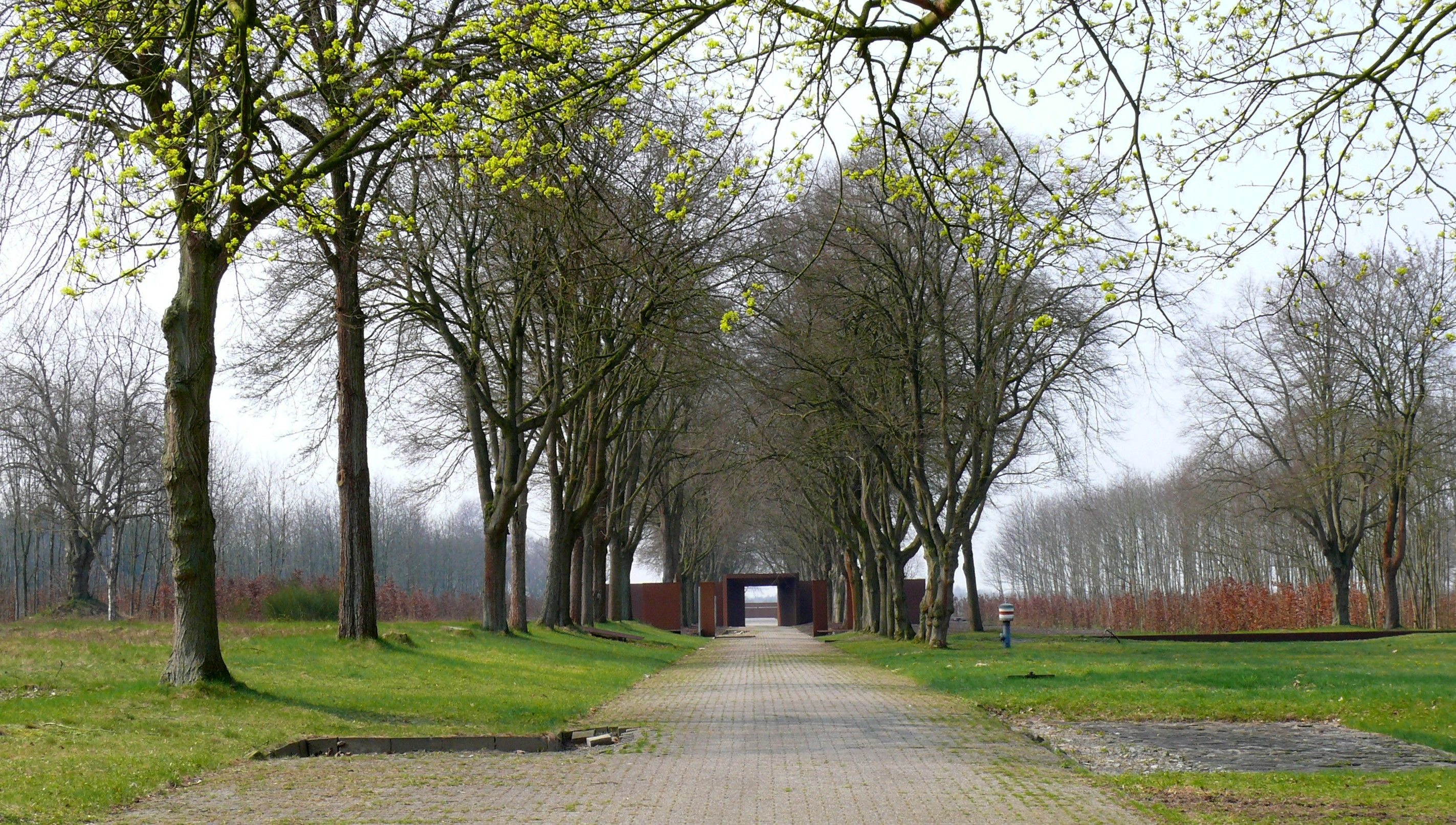

## Création d'une loge maçonnique
En novembre 1943, une loge maçonnique baptisée "Liberté Chérie" fut créée par 7 francs-maçons internés dans la baraque n° 6 du camp. Ils se réunissaient clandestinement pour leurs Tenues (réunions ritualisées) dans le fond de la baraque avec la complicité d'autres prisonniers montant la garde. En effet, s'ils étaient découverts par les geôliers, ils risquaient la mort. Ces Maîtres francs-maçons furent :
Franz Rochat (1908-1945) Pharmacien, Initié franc-maçon aux "Amis Philanthropes" de Bruxelles,
Jean Sugg (1897-1945) représentant de commerce en Pharmacie, franc-maçon de la Loge les "Amis Philanthropes",
Guy Hannecart (1903-1945 ) avocat, franc-maçon de la loge les "Amis Philanthropes",
Paul Hanson (1889-1944), Juge de Paix au canton de Louveigné, franc-maçon de la Loge « Hiram » à l'Orient de Liège,
Luc Somerhausen (1903-1982) Journaliste, franc-maçon à la Loge "Action et Solidarité". Comme il connaît la procédure maçonnique réglementaire à suivre, il sera à l'origine de la création de la Loge Liberté Chérie et en rédige les statuts, 
Joseph Degueldre (1904-1981) médecin, membre de la loge "Travail" de Verviers,
Amédée Miclotte (1902-1945) Professeur, membre de la loge "aux Vrais amis de l'Union et du Progrès".
Lors de la premier Tenue, Paul Hanson sera élu Vénérable Maître de la loge. Après plusieurs Tenues à hauts risques, Fernand Erauw, (né en 1914) Fonctionnaire et Lieutenant à l'Armée Secrète, sera initié apprenti franc-maçon. À la libération, Luc Somerhausen obtiendra la reconnaissance officielle par le Grand Orient de Belgique de "Liberté Chérie".